# Янновиц
Я́нновиц или Я́нецы (нем. Jannowitz; в.-луж. Janecy) — деревня в Верхней Лужице, Германия. Входит в состав коммуны Гёда района Баутцен в земле Саксония. Подчиняется административному округу Дрезден.

## География
Соседние деревни: на востоке — деревня Дебрикецы (входит в городские границы Будишина), на юге — деревня Бошерицы и на северо-западе — деревня Дебишков.

## История
Деревня имеет древнеславянскую круговую постройку жилых домов с площадью в центре. Впервые упоминается в 1417 году под наименованием Janowicz.
До 1969 года входила в административные границы деревни Больборцы (сегодня входит в городскую черту Будишина). С 1969 года входит в современную коммуну Гёда.
В настоящее время деревня входит в состав культурно-территориальной автономии «Лужицкая поселенческая область», на территории которой действуют законодательные акты земель Саксонии и Бранденбурга, содействующие сохранению лужицких языков и культуры лужичан.
Исторические немецкие наименования
- Janowicz, 1417
- Jonewicz, 1506
- Janwitze, 1511
- Jonewitz, 1518

## Население
Официальным языком в населённом пункте, помимо немецкого, является также верхнелужицкий язык.
Согласно статистическому сочинению «Dodawki k statisticy a etnografiji łužickich Serbow» Арношта Муки в 1884 году проживало 69 человек (из них — 69 серболужичан (100 %)).
| 1834 | 1871 | 1890 | 2006 | 2016 |
| ---- | ---- | ---- | ---- | ---- |
| 52   | 66   | 65   | 23   | 41   |

## Достопримечательности
Памятники культуры и истории земли Саксония
- Памятник погибшим односельчанам во время Первой мировой войны, около дома № 6, 1921 (№ 09251316)